# Anita Burck

Anita Burck, 2006

Anita Burck (* 4. Februar 1964 in Gersfeld) ist eine deutsche Schlagersängerin aus Künzell.

## Leben und Leistungen
Im Alter von 16 Jahren erlitt sie einen Motorradunfall und sitzt seither gelähmt im Rollstuhl.
Sie trat in verschiedenen Fernsehsendungen mit Volkstümlicher Schlagermusik auf: Goldene Eins (ARD), Grand Prix der Volksmusik (ZDF) und im MDR. Dort erreichte sie mehrfach den ersten Platz in der MDR-Sendung Achims Hitparade. Im Jahre 2002 veröffentlichte sie ein Buch mit dem Titel Warum ich nie aufgab. Dieses stellte sie auf der Frankfurter Buchmesse vor.
2004 (Ich begleite deine Träume) und 2007 (Wo Kinder lachen) konnte sie sich für das internationale Finale des Grand Prix der Volksmusik qualifizieren.
Daneben organisiert sie jedes Jahr Benefizkonzerte in ihrem Heimatort, deren Erlös sie behinderten Kindern oder der Tierschutzarbeit spendet.
Sie ist verheiratet und hat einen Sohn.

## Diskografie

### Alben
- 2002 – Liebe ohne Grenzen
- 2004 – Ich begleite deine Träume
- 2007 – Liebe verbindet
- 2013 – Kostbare Momente

### Singles
- 1999 – Madonna del Sasso
- 1999 – Es soll für jeden die Sonne scheinen
- 2000 – Fragen, die sich jeder stellt
- 2001 – Du bist mein Zuhaus
- 2002 – Mit jedem Tag
- 2002 – Liebe ohne Grenzen
- 2003 – Ich denke Tag und Nacht an dich
- 2004 – Ich begleite deine Träume
- 2006 – Kennwort Verlieben
- 2007 – Wo Kinder lachen
- 2008 – Mit dem Herzen voraus
- 2008 – Cafe Rouge
- 2009 – Im Spiegelbild des Ozeans
- 2010 – Abends wenn das Radio spielt
- 2011 – Cappuccino für zwei
- 2011 – Kleine Helden
- 2012 – Was wär ich ohne dich
- 2013 – Ich kann nur schlafen, wenn du da bist
- 2013 – Ich wünsch dir Zeit
- 2015 – Alles wieder neu
- 2015 – Sie tanz im Regen
- 2016 – Lass alles Gute heut gescheh´n